# 사랑은 앗차앗차/꿈 꾼 15년
〈사랑은 앗차앗차/꿈 꾼 15년〉(恋はアッチャアッチャ/夢見た 15年 코이와앗차앗차/유메미타 피프틴[*])은 안주루무의 아홉 번째 싱글이다.  2019년 4월 10일에 업프런트 워크스(hachama 레이블)에서 발매됐다.

## 개요
- 2018년 11월에 오타 하루카, 이세 레이라가 멤버로 들어오고 12명 체제가 되고나서 첫 CD 싱글이다.
- 이전 그룹명 ‘스마이레지’ 결성시부터 멤버인 와다 아야카와 2기 멤버인 카츠다 리나의 마지막 참가 싱글이다.
- 초도 생산 한정반 A · B · 스페셜(이하 ‘SP’), 통상반 A · B의 다섯 가지 형태로 발매됐다. SP를 포함하는 초도 생산 한정반은 CD+DVD, 통상반은 CD만으로 구성되어 있다. 초도 생산 한정반 SP에만 ‘이벤트 추첨 시리얼 넘버 카드’가 봉입되어 있다. 통상반의 초도 사양에만 트레이딩 카드 크기의 생사진 솔로 12종+단체 1종에서 랜던으로 1장이 봉입(통상반 A는 ‘恋はアッチャアッチャ→사랑은 앗차앗차’ Ver., 통상반 B는 ‘夢見た 15年→꿈 꾼 15년’ Ver.)됐다.

## 노래
恋はアッチャアッチャ / 사랑은 앗차앗차
인도의 민족음악 느낌의 댄스곡이다. 제목의 ‘앗차’(अच्छा)는 ‘좋다’라는 뜻의 힌디어이다.
夢見た 15年 / 꿈 꾼 15년
와다 아야카와 동기인 결성 멤버였던 후쿠다 카논이 처음으로 안주루무에 가사를 제공하게 된 곡이다.
제목은 스마이레지의 메이저 데뷔 싱글 〈夢見る 15歳 / 꿈 꾸는 15세〉에 호응하고 있다.

## 수록 내용

### CD
| #  | 제목                                                      | 작사          | 작곡                                | 재생 시간 |
| -- | --------------------------------------------------------- | ------------- | ----------------------------------- | --------- |
| 1. | 〈恋はアッチャアッチャ / 사랑은 앗차앗차〉                | 코다마 아메코 | 호시베 쇼 (편곡: 히라타 쇼이치로)   |           |
| 2. | 〈夢見た 15年 / 꿈 꾼 15년〉                              | 후쿠다 카논   | 이지마 켄 (편곡: 스미카마 토모히로) |           |
| 3. | 〈恋はアッチャアッチャ / 사랑은 앗차앗차〉 (Instrumental) |               | 호시베 쇼 (편곡: 히라타 쇼이치로)   |           |
| 4. | 〈夢見た 15年 / 꿈 꾼 15년〉 (Instrumental)               |               | 이지마 켄 (편곡: 스미카마 토모히로) |           |

### DVD
| #  | 제목                                   | 재생 시간 |
| -- | -------------------------------------- | --------- |
| 1. | 〈恋はアッチャアッチャ〉 (Music Video) |           |

| #  | 제목                          | 재생 시간 |
| -- | ----------------------------- | --------- |
| 1. | 〈夢見た 15年〉 (Music Video) |           |

| #  | 제목                                       | 재생 시간 |
| -- | ------------------------------------------ | --------- |
| 1. | 〈恋はアッチャアッチャ〉 (Dance Shot Ver.) |           |
| 2. | 〈夢見た 15年〉 (Dance Shot Ver.)          |           |

## 발매일
| 국가 | 날짜            | 레이블                 | 포맷            | 상품 번호                            |
| ---- | --------------- | ---------------------- | --------------- | ------------------------------------ |
| 일본 | 2019년 4월 10일 | hachama/UP-FRONT WORKS | CD+DVD          | HKCN-50591 ~ 92 (초도 생산 한정반 A) |
| 일본 | 2019년 4월 10일 | hachama/UP-FRONT WORKS | CD+DVD          | HKCN-50593 ~ 4 (초도 생산 한정반 B)  |
| 일본 | 2019년 4월 10일 | hachama/UP-FRONT WORKS | CD+DVD          | HKCN-50595 ~ 6 (초도 생산 한정반 SP) |
| 일본 | 2019년 4월 10일 | hachama/UP-FRONT WORKS | CD              | HKCN-50597 (통상반 A）               |
| 일본 | 2019년 4월 10일 | hachama/UP-FRONT WORKS | CD              | HKCN-50598 (통상반 B)                |
| 일본 | 2019년 4월 10일 | hachama/UP-FRONT WORKS | 디지털 다운로드 | HKCN-50577 (LC-AAC)                  |
| 일본 | 2019년 4월 10일 | hachama/UP-FRONT WORKS | 디지털 다운로드 | HKCN-50577-HR(FLAC · 96kHz/24bit)    |

## 참가 멤버
- 1기 : 와다 아야카
- 2기 : 나카니시 카나, 타케우치 아카리, 카츠다 리나
- 3기 : 무로타 미즈키, 사사키 리카코
- 4기 : 카미코쿠료 모에
- 5기 : 카사하라 모모나
- 6기 : 후나키 무스부, 카와무라 아야노
- 7기 : 오타 하루카, 이세 레이라

### 내용주
1. ↑  인디즈를 포함하는 스마이레지 때부터 통산으로는 30번째(메이저로 한정하면 26번째)이다.

### 참조주
1. 1 2  “アンジュルム、リーダー和田彩花ラストシングルに盟友・福田花音が歌詞提供” [안주루무, 리더 와다 아야카의 마지막 싱글에 동기 후쿠다 카논이 가사 제공]. 《음악 나탈리》 (일본어). 2019년 3월 14일. 2019년 3월 26일에 확인함.
2. ↑  “福田花音さんのツイート"ご報告💙💜 ひとつの夢であった、アンジュルムへの作詞、あやちょラストシングルに携わらせて頂く事ができました！ 賛否両論あると思いますが最後まで聞いていただくと色々なからくりもありますので是非たくさん聴いて頂けると嬉しいです🧸✨ 「夢見た15年」どうか宜しくお願い致します。"” [후쿠다 카논의 트윗 "보고💙💜 하나의 꿈이였던, 안주루무의 노래 작사, 아야카의 마지막 싱글에 같이 할 수 있게 됐습니다! 호불호가 있을 거라고 생각하리만 마지막까지 들어주시면 여러장치도 있으니 꼭 많은 분이 들어주신다면 좋을 것 같습니다🧸✨ ‘꿈 꾼 15년’ 어떻게든 잘 부탁드립니다."] (일본어). 트위터. 2019년 1월 13일. 2019년 3월 14일에 확인함.